# Andromeda (groupe)
Pour les articles homonymes, voir Andromeda.
Andromeda est un groupe suédois de metal progressif, originaire de Malmö. Ils enregistrent leur premier album studio, publié sous le titre d’Extension of the Wish. Leur deuxième album, intitulé II=I, est publié en 2003 avec une production plus soignée, plus mature. En 2006, le groupe publie son troisième album, Chimera, qui marque le retour du groupe en France. En 2013, le groupe publie un nouvel EP intitulé Crash Course.

## Biographie
Johan Reinholdz forme le groupe à l'âge de 19 ans en 1999 à Malmö. Il est remarqué par un label local qui le laisse œuvrer à sa guise, conscient de son fort potentiel. Mais le groupe va être sujet à un problème de chanteur : en effet, le vocaliste initial leur tourne le dos au groupe juste avant l’enregistrement de leur premier album ; après de longues recherches sans résultat, le groupe doit se résoudre à enregistrer avec un chanteur de session du nom de Lauwrence Mackrory. Ils enregistrent leur premier album studio, publié sous le titre d’Extension of the Wish. Celui-ci reçoit un bon accueil des critiques.
Mais Andromeda est à la recherche d’un chanteur stable, qui pourra les suivre en tournée. Le groupe trouve finalement David Fremberg. Avec le dernier venu, ils réenregistrent les parties vocales de l’album. Final Extension est le nom de l'album réenregistré sorti en 2004. Avant ces événements, leur deuxième album, intitulé II=I, est publié en 2003 avec une production plus soignée, plus mature. Il ne sera jamais distribué en France. Le groupe annonce et commence un troisième album au début de 2004, qui est terminé à la fin de 2004 et au début de 2005,.
En 2006, le groupe publie son troisième album, Chimera, qui marque le retour du groupe en France, grâce au distributeur Replica Records. Le groupe annonce quelques dates de concerts notamment le 11 septembre au Nouveau Casino de Paris et le 12 septembre au Spirit of 66 à Verviers, en Belgique. Le premier DVD live d'Andromeda, Playing off the Board, annoncé en août 2006, sort en avril 2007 à la suite d'une tournée européenne. Le quatrième album, intitulé The Immunity Zone, est distribué en France par XIII Bis Records en septembre 2008. L'album n'est distribué dans le reste de l'Europe qu'à partir du 27 février 2009. Cet album voit encore un tournant dans la maturité du groupe avec cette fois-ci des compositions plus sombres, brutales, énergiques et intelligentes. 
En 2013, le groupe publie un nouvel EP intitulé Crash Course. En 2014, le groupe décide de rééditer ses albums II = I et Chimera.